# 中国新说唱
《中国新說唱》（英語：The Rap of China）是一档由爱奇艺制作以嘻哈为主题的網絡綜藝节目，前身為《中國有嘻哈》。该节目第一季為總導演車澈、總製片人陳偉、藝人總監王甜甜、音樂總監劉洲、音樂總顧問吳亦凡等共同製作。第一季於2018年7月14日起，每週六晚上8點於愛奇藝全網獨播；第二季於2019年6月14日起，每週五晚上8點在愛奇藝全網獨播；第三季於2020年8月14日起，每週五晚上8點於愛奇藝全網獨播。时隔四年，《新说唱2024》于2024年5月4日于爱奇艺播出。《新说唱2025》于2025年6月7日于爱奇艺播出。

## 播放平台

### 第一季
| 頻道               | 所在地          | 日期                                 | 時間               |
| 愛奇藝             | 中国大陆 · 臺灣 | 自2018年7月14日起，每週六晚上8點播出 | 全網獨播           |
| Astro全佳HD        | 马来西亚        | 自2018年7月14日起，每週六晚上8點播出 | 與愛奇藝同步播出。 |
| nowJelli紫金國際台 | 香港            | 自2018年7月14日起，每週六晚上8點播出 | 與愛奇藝同步播出。 |

### 第二季
| 頻道        | 所在地   | 日期                                 | 時間                                              |
| 愛奇藝      | 中国大陆 | 自2019年6月14日起，每週五晚上8點播出 | 全網獨播                                          |
| 奇異果TV    | 中国大陆 | 自2019年6月14日起，每週五晚上8點播出 | 全網獨播                                          |
| Astro全佳HD | 马来西亚 | 2019年6月21日                        | 星期五 23:00 - 00:00（马来西亚海选篇）            |
| Astro全佳HD | 马来西亚 | 2019年6月22日                        | 星期六 18:30 - 20:00（第一集）                    |
| Astro全佳HD | 马来西亚 | 2019年6月22日                        | 每週六 22:30 - 00:30（第二集至第五集）            |
| Astro全佳HD | 马来西亚 | 2019年7月20日                        | 星期六 20:30 - 22:30（第六集）                    |
| Astro全佳HD | 马来西亚 | 2019年7月27日                        | 星期六 20:30 - 00:00（第七集）                    |
| Astro全佳HD | 马来西亚 | 2019年8月3日                         | 每週六 20:30 - 22:30（第八集）                    |
| 爱奇艺频道  | 马来西亚 | 2019年7月19日                        | 星期五 20:05 - 22:00 （第六集，与中国同步播出）   |
| 爱奇艺频道  | 马来西亚 | 2019年7月26日                        | 星期五 22:00 - 01:00 （第七集起，与中国同日播出） |
| 爱奇艺频道  | 马来西亚 | 2019年8月2日                         | 每週五 22:00 - 00:00（第八集）                    |

### 第三季
| 頻道     | 所在地   | 日期                                 | 時間     |
| 愛奇藝   | 中国大陆 | 自2020年8月14日起，每週五晚上8點播出 | 全網獨播 |
| 可樂果TV | 中国大陆 | 自2020年8月14日起，每週五晚上8點播出 | 全網獨播 |
| 隨刻     | 中国大陆 | 自2020年8月14日起，每週五晚上8點播出 | 全網獨播 |
| 愛奇藝   | 臺灣     | 自2020年8月14日起，每週五晚上8點播出 | 全網獨播 |

## 各季製作人列表
| 季數       | 製作人                                                       | 備註                                   |
| 第一季     | 吴亦凡、MC HotDog與張震嶽、潘瑋柏與鄧紫棋                    | 共三組                                 |
| 第二季     | 吴亦凡、MC HotDog與張震嶽、潘瑋柏、鄧紫棋                    | 共四組                                 |
| 第三季     | 吴亦凡、潘瑋柏、GAI、張靚穎                                  | 共四組，製作人於本季稱為「廠牌主理人」 |
| 新说唱2024 | 谢帝与范丞丞、法老与大张伟、MC HotDog与张震嶽、Tablo与杨和苏 | 共四組                                 |
| 新说唱2025 | 严浩翔、黄子韬、万妮达、Tizzy T、张砚拙（Capper）            | 製作人於本季稱為「明星制作人」         |

## 各集列表

### 第一季
| 集數 | 播出  | 賽制 | 備註                                                                                   |
| #1   | 07.14 | - 60秒個人賽 選手們分別上台進行60秒的表演，60秒期間製作人們會用按鈕取決PASS或FAIL。 60秒內集滿3個FAIL者即淘汰；反之晉級者至少須獲1個PASS。 |                                                                                        |
| #2   | 07.21 | - 60秒個人賽／Freestyle搶麥賽 接續上一集的60秒個人賽，以及播出Freestyle搶麥賽的部分內容。 Freestyle搶麥賽除了通過個人賽48位選手外，外加北美賽區的3位選手（楊曉川、Tony Rey、Lil Castles）參賽。 | 搶麥賽完整版於VIP頻道 特別節目《陪你看說唱》進行播出                                   |
| #3   | 07.28 | - 1v1淘汰賽／換位賽 由選手抽籤或指名決定對手，共同創作新歌供評審評斷。晉級方式為46組選手進23組。 換位賽即，三組製作人分別從淘汰者中復活遺珠，並可任意挑選晉級者進行Freestyle對決，勝者晉級，敗者淘汰。 |                                                                                        |
| #4   | 08.05 | - 製作人公演／選擇門 由23位選手依公演演出票選決定製作人名次，並依該次序進行戰隊選擇門環節。 選擇門環節，選手依抽籤獲得其序號，未被挑中選手視為流局，製作人開門次數不限，以下為賽制規則： 第一輪選擇 1. 序號1-5選手，僅能選擇是否加入公演第一的夢之隊，未獲選及放棄者視為流局，至下一輪 2. 序號6-10選手，可從夢之隊及攀登戰隊間自由選擇，未獲選及放棄者視為流局，至下一輪 3. 序號11後選手，自由挑選夢之隊、攀登戰隊、狗震聯盟加入，未獲選及放棄者視為流局，至下一輪 第二輪選擇 1. 所有流局選手於此輪將同時自由選擇各製作人選擇門，再由製作人依其意願納入戰隊，未獲選者即止步於23強 （未獲選即為淘汰，無法轉由他組製作人重複選擇） |                                                                                        |
| #5   | 08.11 | - 五進四 淘汰賽 由三組製作人隨機抽選各2個Beats，每隊依據抽選到的2個Beats自行討論分成二組（人數不限）。 每組演出後，三組製作人將合議選擇一組作為待定，而再由該戰隊製作人選擇待定組中一人淘汰。 |                                                                                        |
| #6   | 08.18 | - 四進三 淘汰賽 由節目組指定Beats給予各戰隊，製作人為其命題；選手須於24小時內依此命題創作（Beats不得更改）。 每組演出後，由該組戰隊製作人選擇一人淘汰。 |                                                                                        |
| #7   | 08.25 | - 九進六突圍賽 三組戰隊分別進行「戰隊亮相秀」表演，由現場觀眾票選，每組戰隊各票選出一位具有角逐六強席位資格的選手。 被選中的三位選手將逐一進行表演，並由現場的專業音樂媒體評審決選出二個直接晉級年度六強的人選。 | 原此階段應為魔王挑戰賽， 國家廣電總局因某些因素覺得不妥， 故此期被剪輯為綜藝娛樂節目。 |
| #8   | 09.01 | - 九進六搶位賽 製作人合作表演 戰隊選手將和製作人合作演出，並由現場高校說唱歌手評審團進行票選。 票數第一的戰隊，製作人可指定一位選手直接保送年度六強。 - 九進六搶位賽 1V1 合作賽後，剩餘六位選手將透過抽籤決定上場順序及對手，進行1V1 Battle。 本輪由製作人投票決定，勝者取得年度六強最後席位，敗者即止步於年度九強。 |                                                                                        |
| #9   | 09.08 | - 六進四搶位賽 1V1 六強選手透過隨機抽籤，決定1V1對決組別。勝者直接晉級；敗者將通過第二輪比賽爭奪最後一個四強席次。 本輪評審團為分別來自四大音樂平台代表（胡琛、季聲珊、丁博、李） - 六進四突圍賽 1V1 進入待定區三位選手將逐一演唱，並由評審團合議決選出最終晉級四強之名額。 未獲選者將止步於年度六強。 |                                                                                        |
| #10  | 09.15 | - 四進三半決賽 嘉賓合作 選手將依嘉賓給出的Beats選出合作的對象，共有2輪綵排機會可讓嘉賓及選手做抉擇。 演唱完畢後，將交由現場觀眾投票決選，前2高票選手直接進入全國總決賽。 幫唱嘉賓陣容為尤長靖、李榮浩、吳莫愁、吉克雋逸。 - 四進三半決賽 1V1 由第一輪票數後2名進行1V1演唱，演出完畢後，由製作人分別投票，獲得2組支持者即可進入全國總決賽。 |                                                                                        |
| #11  | 09.22 | - 復活賽 外卡戰 1V1 待復活選手進行1V1車輪戰，每輪結束後由製作人分別投票，獲得兩票以上選手，將以守擂者身分進入下一輪。 五輪過後，最終留在舞台上的選手，將直接進入全國總決賽。 待復活選手組成：人氣榜復活票選前三名及半決賽淘汰待定三人。 |                                                                                        |
| #12  | 09.27 | - 四強拉票歌會 暨 2018說唱金曲頒獎盛典 TOP榜年度金曲前5名歌手輪番登台演唱，以及戰隊四強拉票曲目演出並且公布票數。 盛典MC為Max 馬俊及嘉萌。 |                                                                                        |
| #13  | 10.06 | - 年度總決賽 通過以下三輪競賽，決選出年度總冠軍。 - 第一輪 製作人幫唱 由各組製作人幫唱演出，演出後將由現場的百位Rapper投票。 選手所獲得之現場總票數加上網路投票成績的百分比，即為選手第一輪最終成績。 排名第一的選手直接成為總冠軍候選人，排名第四選手將為殿軍。 - 第二輪 1V1 由第一輪之二、三名選手進行1V1對決，後由三組製作人逐一投票。 決選出一人進入總冠軍戰，未獲選者則榮登年度季軍。 - 第三輪 巔峰對決 兩位選手逐一演唱，演唱後分別由三組製作人及百位Rapper評審團進行投票決選，加總後票數即為最終成績。 百位Rapper評審團各代表1票，而三組製作人各有51票，總票數合計為253票。                                               |                                                                                        |

### 第二季
| 集數 | 播出  | 賽制 | 備註 |
| #1   | 06.14 | - It's TIME（千人體育館海選） 選手們分別依照編號順序經過各導師考核，表現優良者可得金鏈子，進入下一關考核。 | |
| #2   | 06.21 | - It's TIME（千人體育館海選） 選手們分別依照編號順序經過各導師考核，表現優良者可得金鏈子，進入下一關考核。 | |
| #3   | 06.28 | - 1v1淘汰賽 每次由製作人選擇一位選手出場作賽，其他未作賽的選手可示意挑戰，該出場選手再從挑戰者中選出一位對手。兩位選手分別進行60秒的表演，表演後由五位製作人每人一票投選晉級選手。 | 在1v1淘汰賽中，守衛和PM小丑的對決並沒有採用1v1對決後製作人的投票結果，而是採用兩人在額外的freestyle對決後現場觀眾的吶喊聲量決定。 |
| #4   | 07.05 | - 1v1淘汰賽（續） - 合作賽 兩位選手合作表演一首曲目，表演期間四組製作人會用按鈕取決PASS或FAIL。表演後仍有4個PASS即兩位選手一同晉級；表演期間獲得4個FAIL則兩位選手一同淘汰；其他結果則由製作人合議選出一位晉級，另一位淘汰。 | 在1v1淘汰賽中，守衛和PM小丑的對決並沒有採用1v1對決後製作人的投票結果，而是採用兩人在額外的freestyle對決後現場觀眾的吶喊聲量決定。 |
| #5   | 07.12 | - 合作賽（續） | |
| #6   | 07.19 | - 製作人公演／選擇門 由33位選手依公演演出票選決定製作人名次，再根據名次決定在第一輪選擇中的可選擇次數。 第一輪選擇 製作人只能向在公演投票中投票給自己的選手發出戰隊邀請，而選手有拒絕權利。 第二輪選擇 選手按抽籤順序進行選擇門環節，四組製作人可自由向選手發出戰隊邀請，沒有被邀請的選手直接淘汰；獲多於一組製作人邀請的則由選手從中選擇戰隊。 | |
| #7   | 07.26 | - 上半部分：戰隊淘汰賽 四組戰隊分別進行Cypher（麥克風接力）表演，製作人根據自己戰隊選手的表現，選出一位進入淘汰待定。其後，四位待定選手進行1v1對決，再由現場觀眾投票決定勝負，票數較低選手直接淘汰。 | 由本集開始，每集分成上下兩部分播放，全集總時數亦加長。                                                                            |
| #7   | 07.26 | - 下半部分：戰隊車輪戰 每組戰隊要準備三首表演曲目，分別是單人、雙人、以及三人表演。每組戰隊要依次跟其他戰隊對決，每場對決後由現場觀眾投票，三場對決後總票數最低的兩組戰隊須在隊內各選一人淘汰。 | 由本集開始，每集分成上下兩部分播放，全集總時數亦加長。                                                                            |
| #8   | 08.02 | - 上半部分：聯盟對決戰 每兩組戰隊結成一個聯盟。兩個聯盟每輪圍繞特定主題，派出特定人數進行對決，再由現場的說唱歌手投票決定勝負，三局兩勝。落敗的聯盟的兩個戰隊各選一人淘汰。 | |
| #8   | 08.02 | - 下半部分： 每組戰隊和製作人一同聚會，商討接下來的比賽策略。 | |
| #9   | 08.09 | - 上半部分：製作人合作表演 四組製作人和他們各自戰隊的兩名選手進行合作表演，再由現場觀眾投票決定勝負。排名第一的戰隊可選擇兩名選手直接晉級，排名第二的戰隊可選擇一名選手直接晉級，而排名第四的戰隊則要選擇一人直接淘汰，其他選手則待定。 | |
| #9   | 08.09 | - 下半部分：戰隊1v1淘汰賽 根據抽籤結果，每兩組戰隊互相對決。先由製作人從隊內指定一名待定選手出戰，再由該出戰選手自由選擇一名對決戰隊內的待定選手，進行1v1對決。由現場觀眾投票決定勝負，勝者直接晉級，敗者直接淘汰。 | |
| #10  | 08.16 | - 上半部分：八進六1v1淘汰賽 八強選手進行1v1對決，勝者直接晉級，敗者待定。其後四位待定選手再進行1v1對決，勝者晉級，敗者淘汰。對決均由現場觀眾投票決定勝負。 | |
| #10  | 08.16 | - 下半部分：復活賽 八位待復活選手進行1v1對決，勝出的四位選手再進行1v1對決，勝出的兩位成為復活候選人。其後，四位製作人進行公演搶人賽，勝出的製作人可從兩位復活候選人中選擇一位復活並加入自己戰隊。本場所有對決均由現場觀眾投票決定勝負。 待復活選手：寶石gem、福克斯、楊和蘇、西奧Sio、Capper、OBi、霧都、Vex                                    | 復活賽1v1對決完整版於VIP頻道特別節目《新說唱寶藏bot》播出。                                                                       |
| #11  | 08.23 | - 上半部分：七進五1v1淘汰賽 上輪復活選手直接待定，其餘六強選手根據抽籤結果進行1v1對決，再由4位明星製作人及11位說唱音樂製作人投票決定勝負，勝者晉級，敗者待定。其後四位待定選手再進行1v1對決，勝者晉級，敗者淘汰，評判者同上。 | |
| #11  | 08.23 | - 下半部分：總決賽資格戰 四名幫唱嘉賓各自選擇一位五強選手進行合作表演，沒有被選中的一位選手進入待定。四組表演後由媒體評審投票決定勝負，最高票數的兩位選手直接晉級，最低票數的兩位選手則進入待定。其後待定的三位選手各自表演，再由媒體評審投票定勝負，最低票數的選手淘汰，其餘兩位選手晉級。                                                     | |
| #12  | 08.31 | - 年度總決賽 通過以下三輪競賽，決選出年度總冠軍。 - 第一輪 製作人幫唱 由各組製作人幫唱演出，演出後將由現場的百位Rapper投票。 選手所獲得之現場總票數加上網路說唱紅榜成績的百分比，即為選手第一輪最終成績。 排名第一的選手直接成為總冠軍候選人，排名第四選手將為殿軍。                                                                            | |
| #12  | 08.31 | - 第二輪 1V1 由第一輪之二、三名選手進行1V1對決，後由媒體評審及四組製作人逐一投票。 決選出一人進入總冠軍戰，未獲選者則榮登年度季軍。 - 第三輪 巔峰對決 兩位選手逐一演唱，演唱後分別由四組製作人及101位Rapper評審團進行投票決選，加總後票數即為最終成績。 101位Rapper評審團各代表1票，而三組製作人各有50票，總票數合計為301票。                   | |

### 第三季
| 集數 | 播出        | 賽制 | 備註 |
| #1   | 08.14       | - 來吧! 展翅（體育館海選 500進X） 參賽者分別依照編號順序經過各廠牌主理人考核，表現優良者可得金鏈子，進入下一關考核。 | |
| #2   | 08.21       | - 接續上期體育館海選 - 去吧! 鍛鍊（100秒廠牌成員爭奪戰） 每位廠牌主理人各擁有10組名額，參賽者分別進行100秒的表演，會以「推桿」方式進行挑選。 若超過一位主理人者即開啟爭奪環節，並由選手自行選擇想進入的廠牌；僅一位者則直接進入該廠牌。 | 隱藏賽制：當主理人手中名額超過10組時則開啟此賽制，主理人需挑選一名參賽者進行替換，並且上台供其他主理人選擇是否加入自己的廠牌，若無則淘汰。             |
| #3   | 08.28/08.31 | - 接續上期100秒廠牌成員爭奪戰。 | |
| #4   | 09.04       | - Beats相愛 Battle到老（40進20） 各廠牌間進行1v1隊內合作賽，採抽籤決定合作表演對象，並由主理人在兩組間選擇一組晉級。若無法立刻做出選擇，可先將選手待定，每廠牌擁有兩次待定機會，在第二隊待定選手產生後，主理人必須在四組待定選手中，選擇兩組晉級、兩組淘汰。 | |
| #5   | 09.11       | - 接續上期1v1隊內合作賽 - 戰鬥吧！主理人（21強的誕生） 1v1結束，廠牌主理人與導演組商量過後多獲取四個名額，四位主理人可以各挑選一位淘汰選手復活。被選擇復活的小青龍、福來、陳澤希、Joannne進入復活賽，分別進行個人作品的表演，由20位廠牌成員投票，票數最高者晉級，最終產生第21強－小青龍，並加入GAI廠牌。 - 戰鬥吧！主理人（廠牌主理人公演） 各廠牌主理人分別進行公演，在節目播出後開啟網絡投票，並於24小時後產生名次，最後一名的廠牌主理人需選擇一位選手淘汰。             | |
| #6   | 09.18/09.21 | - 接續上期主理人公演 - 對決！廠牌的榮耀！（21進19） 各廠牌選手分別進行個人作品PK賽，每輪通過抽籤分組兩兩對戰最多五輪，在兩位選手表演結束後，由現場101位大眾評審實名投票決定勝負，採取五局三勝制，一旦某廠牌獲三勝則比賽提前結束。獲勝廠牌全員晉級，落敗廠牌淘汰一人。 | - GALI為第一輪“說唱能量榜”投票票數最多者，因此於本期復活 - 張靚穎為主理人公演中的最後一名，因此選擇一位選手淘汰                                        |
| #7   | 09.25       | - 接續上期廠牌1v1對決 - 燃燒吧！團魂（19進17） 各廠牌需在主理人的帶領下分別進行限時48小時創作，根據指定的伴奏完成段落分配以及舞台創作，依抽籤決定各廠牌錄音、彩排、公演順序，並在48小時之後，完成首次廠牌公演，排名靠後的廠牌將有成員遭淘汰。 | 朴宰範為本期飛行製作人，各廠牌表演結束後會選出表現最佳的廠牌，全員無需被淘汰。剩下的三個廠牌中，現場觀眾投票最高的全員晉級，其餘兩個廠牌分別淘汰一人。 |
| #8   | 10.02       | - 幫唱！Homie一起扛（17進13） 各廠牌主理人分別請一位幫唱合夥人，隊內分成兩組表演，並通過導演抽籤決定順序及對手進行八場對戰，每組對戰表演結束後，由51位媒體評審投票決定勝負。獲勝組參與表演的選手全員晉級，落敗組則由主理人在參與表演的選手中選一人淘汰，若是落敗組只有一人參與表演，該選手則直接淘汰。 | 在第一場對決中吳亦凡廠牌因落敗需選擇一位選手淘汰，但因主理人無法做出選擇，經導演組討論後決定由媒體評審投票表決。                                       |
| #9   | 10.09       | - Love song！這該死的溫柔（13進9） 本輪進行1V1V1的三人對決，十三位選手每人準備一首情歌獨唱，依次挑選對手形成四組，每輪對決將產生兩位晉級一位淘汰，首位出戰的選手將由人數最少的廠牌派出，他可以挑戰場上任意一位選手，而被挑戰者也將獲得挑選對手的權利，投票權由現場151位高校女生觀眾決定。 | |
| #10  | 10.16       | - 硬碰硬！五強搶位賽！（10進5） 本輪進行五組1V1對決，透過抽籤決定比賽順序，被抽中的選手可以自由選擇想要挑戰的對手。本場七十一位評審由三十五位說唱歌手以及三十六位青年文化領域的KOL(關鍵意見領袖)組成，將在表演結束後進行投票，勝者晉級全國五強，敗者直接淘汰。 | - BrantB白景屹為第二輪“說唱能量榜”投票票數最多者，因此於本期復活                                                                                       |
| #11  | 10.23/10.26 | - 想要成為RapStar嗎？大魔王來了（5進4） 三位大魔王依次出戰，選手可以自由選擇是否向魔王發起挑戰，魔王可以在挑戰他的選手中，選擇一位進行比拼。由現場十一位音樂製作人進行投票，若選手勝出則晉級；落敗則繼續下半場。下半場三位選手依次演唱，由現場101位高校評審進行兩輪投票，第一輪在表演過程中，第二輪在全部表演結束後進行三選一投票，兩輪投票之和就是選手最終票數，最低的一位則淘汰。 - 11期（下）為主理人與四強的湖邊茶話會，無比賽內容。                                   | 大魔王為上一季的前三強：楊和蘇KeyNG、黃旭、大傻D-shine                                                                                                 |
| #12  | 10.30       | - Who is the RapStar? 冠軍是我的！（總決賽） 本期通過三輪比賽選出年度總冠軍，第一輪為主理人幫唱環節，四位主理人依序幫唱，由現場100位說唱歌手投票與四強Liveshow直播中獲得的“誇誇值”所換算的百分比相加，即為該選手於本輪最終成績，排名前三的選手進入第二輪。第二輪四位選手分為兩組進行1V1對決，表演結束後由51位媒體評審投票，勝組的兩位則進入第三輪。第三輪兩位選手演唱完畢後，四位主理人（每人50票）和101位現場說唱歌手評審團進行投票，票數相加之和即為該選手的最終得票數。 | - 李大奔為第三輪“說唱能量榜”投票票數最多者，因此於本期復活，並重新加入潘瑋柏戰隊                                                                       |

## 戰隊賽程

### 第一季
| 播出                                       | 戰隊                            | 曲目/演出                                                    | 備註              |
| 第5期 五進四 淘汰賽                        | 潘瑋柏&鄧紫棋                   | - A.《安靜的稻草人》- 艾熱、杨和苏                           | 待定              |
| 第5期 五進四 淘汰賽                        | 潘瑋柏&鄧紫棋                   | - B.《Get It Out》- ICE、王齊銘、周湯豪                      |                   |
| 第5期 五進四 淘汰賽                        | 張震嶽&MC HotDog                | - A.《我的夢》- Max 馬俊、功夫胖                             |                   |
| 第5期 五進四 淘汰賽                        | 張震嶽&MC HotDog                | - B.《動腦金》- Jason、Lexie 劉柏辛、派克特                  | 待定              |
| 第5期 五進四 淘汰賽                        | 吳亦凡                          | - A.《追夢》- Blow Fever、王以太、滿舒克                     | 待定              |
| 第5期 五進四 淘汰賽                        | 吳亦凡                          | - B.《Rap That Culture》- Al Rocco、那吾克熱                 |                   |
| 第6期 四進三 淘汰賽                        | 吳亦凡                          | - 《Champ》- Al Rocco、Blow Fever、王以太、那吾克熱          |                   |
| 第6期 四進三 淘汰賽                        | 張震嶽&MC HotDog                | - 《24小時》- Max 馬俊、Lexie 劉柏辛、功夫胖、派克特         |                   |
| 第6期 四進三 淘汰賽                        | 潘瑋柏&鄧紫棋                   | - 《頂天立地》- ICE、艾熱、王齊銘、周湯豪                    |                   |
| 第7期 九進六 突圍賽                        | 吳亦凡                          | - 《戰隊Cypher》- Blow Fever、王以太、那吾克熱               | 戰隊亮相秀        |
| 第7期 九進六 突圍賽                        | 張震嶽&MC HotDog                | - 《戰隊Cypher》- Lexie 劉柏辛、功夫胖、派克特               | 戰隊亮相秀        |
| 第7期 九進六 突圍賽                        | 潘瑋柏&鄧紫棋                   | - 《戰隊Cypher》- ICE、艾熱、周湯豪                          | 戰隊亮相秀        |
| 第7期 九進六 突圍賽                        | 吳亦凡                          | - 《目不轉睛》- 王以太                                       | 21p               |
| 第7期 九進六 突圍賽                        | 張震嶽&MC HotDog                | - 《Coco Make Me Do It》- Lexie 劉柏辛                       | 12p               |
| 第7期 九進六 突圍賽                        | 潘瑋柏&鄧紫棋                   | - 《I Am The Man》- 周湯豪                                   | 26p               |
| 第8期 九進六 搶位賽                        | 吳亦凡                          | - 《家人》- 吳亦凡、Blow Fever、那吾克熱                     | 11p               |
| 第8期 九進六 搶位賽                        | 張震嶽&MC HotDog                | - 《飛太遠》- 張震嶽&MC HotDog、Lexie 劉柏辛、功夫胖、派克特 | 21p               |
| 第8期 九進六 搶位賽                        | 潘瑋柏&鄧紫棋                   | - 《蛻變》- 潘瑋柏&鄧紫棋、ICE、艾熱                         | 17p               |
| 第8期 九進六 搶位賽 1V1                    | 潘瑋柏&鄧紫棋                   | - A.《巨人》- 艾熱                                           |                   |
| 第8期 九進六 搶位賽 1V1                    | 張震嶽&MC HotDog                | - B.《蹦極》- 功夫胖                                         |                   |
| 第8期 九進六 搶位賽 1V1                    | 吳亦凡                          | - A.《旋轉椅》- Blow Fever                                   |                   |
| 第8期 九進六 搶位賽 1V1                    | 吳亦凡                          | - B.《漂 PartⅡ》- 那吾克熱                                   |                   |
| 第8期 九進六 搶位賽 1V1                    | 張震嶽&MC HotDog                | - A.《Y》- 派克特                                            |                   |
| 第8期 九進六 搶位賽 1V1                    | 潘瑋柏&鄧紫棋                   | - B.《Trust My Gut》- ICE                                    |                   |
| 第9期 六進四 搶位賽 1V1                    | 吳亦凡                          | - A.《時間是金》- 王以太                                     |                   |
| 第9期 六進四 搶位賽 1V1                    | 潘瑋柏&鄧紫棋                   | - B.《AYA》- ICE                                             |                   |
| 第9期 六進四 搶位賽 1V1                    | 潘瑋柏&鄧紫棋                   | - A.《小人物》- 艾熱                                         |                   |
| 第9期 六進四 搶位賽 1V1                    | 張震嶽&MC HotDog                | - B.《木蘭》- Lexie 劉柏辛                                   |                   |
| 第9期 六進四 搶位賽 1V1                    | 潘瑋柏&鄧紫棋                   | - A.《What You Gon Do》- 周湯豪                              |                   |
| 第9期 六進四 搶位賽 1V1                    | 吳亦凡                          | - B.《四季》- 那吾克熱                                       |                   |
| 第9期 六進四 突圍賽                        | 吳亦凡                          | - A.《童言無忌》- 王以太                                     |                   |
| 第9期 六進四 突圍賽                        | 潘瑋柏&鄧紫棋                   | - B.《烏雲中》- 艾熱                                         |                   |
| 第9期 六進四 突圍賽                        | 潘瑋柏&鄧紫棋                   | - C.《做你自己》- 周湯豪                                     |                   |
| 第10期 四進三 半決賽 嘉賓合作              | 張震嶽&MC HotDog                | - A.《編號89757》- Lexie 劉柏辛、吳莫愁                      | 41p               |
| 第10期 四進三 半決賽 嘉賓合作              | 潘瑋柏&鄧紫棋                   | - B.《王牌冤家》- ICE、李榮浩                                | 79p               |
| 第10期 四進三 半決賽 嘉賓合作              | 吳亦凡                          | - C.《飄向北方》- 那吾克熱、尤長靖                           | 152p              |
| 第10期 四進三 半決賽 嘉賓合作              | 潘瑋柏&鄧紫棋                   | - D.《Dear John》- 周湯豪、吉克雋逸                          | 77p               |
| 第10期 四進三 半決賽 1V1                   | 張震嶽&MC HotDog                | - A.《City Lights》- Lexie 劉柏辛                            |                   |
| 第10期 四進三 半決賽 1V1                   | 潘瑋柏&鄧紫棋                   | - B.《Time To Shine》- 周湯豪                                |                   |
| 第11期 復活賽 外卡戰 1V1                   | 第一戰                          | - A.《每一天》- 滿舒克                                       |                   |
| 第11期 復活賽 外卡戰 1V1                   | 第一戰                          | - B.《West Side》- 艾熱                                      |                   |
| 第11期 復活賽 外卡戰 1V1                   | 第二戰                          | - A.《夢魘》- 王以太                                         |                   |
| 第11期 復活賽 外卡戰 1V1                   | 第二戰                          | - B.《都是小事兒》- 艾熱                                     |                   |
| 第11期 復活賽 外卡戰 1V1                   | 第三戰                          | - A.《Sun》- 小青龍                                          |                   |
| 第11期 復活賽 外卡戰 1V1                   | 第三戰                          | - B.《往昔》- 艾熱                                           |                   |
| 第11期 復活賽 外卡戰 1V1                   | 第四戰                          | - A.《情深深雨濛濛》- 周湯豪                                 |                   |
| 第11期 復活賽 外卡戰 1V1                   | 第四戰                          | - B.《家走》- 艾熱                                           |                   |
| 第11期 復活賽 外卡戰 1V1                   | 第五戰                          | - A.《特別》- 李佳隆                                         |                   |
| 第11期 復活賽 外卡戰 1V1                   | 第五戰                          | - B.《受夠了》- 艾熱                                         |                   |
| 第12期 四強拉票歌會 暨2018說唱金曲頒獎盛典 | 年度金曲TOP1                    | - 《星球墜落》- 艾熱、李佳隆                                 |                   |
| 第12期 四強拉票歌會 暨2018說唱金曲頒獎盛典 | 年度金曲TOP2                    | - 《目不轉睛》- 王以太                                       |                   |
| 第12期 四強拉票歌會 暨2018說唱金曲頒獎盛典 | 年度金曲TOP3                    | - 《Three Pass》- ICE、那吾克熱                              |                   |
| 第12期 四強拉票歌會 暨2018說唱金曲頒獎盛典 | 年度金曲TOP4                    | - 《兒子娃娃》- 那吾克熱                                     |                   |
| 第12期 四強拉票歌會 暨2018說唱金曲頒獎盛典 | 年度金曲TOP5                    | - 《頂天立地》- ICE、艾熱、王齊銘、周湯豪                    |                   |
| 第12期 四強拉票歌會 暨2018說唱金曲頒獎盛典 | 張震嶽&MC HotDog                | - 《嗨嗨人生》- 張震嶽&MC HotDog                             | 戰隊助陣歌曲      |
| 第12期 四強拉票歌會 暨2018說唱金曲頒獎盛典 | 張震嶽&MC HotDog                | - 《Dripping Sauce》- Lexie 劉柏辛                           | 拉票歌曲          |
| 第12期 四強拉票歌會 暨2018說唱金曲頒獎盛典 | 潘瑋柏&鄧紫棋                   | - 《倒數》- 鄧紫棋                                           | 戰隊助陣歌曲      |
| 第12期 四強拉票歌會 暨2018說唱金曲頒獎盛典 | 潘瑋柏&鄧紫棋                   | - 《Moonlight》- 潘瑋柏、袁婭維                              | 戰隊助陣歌曲      |
| 第12期 四強拉票歌會 暨2018說唱金曲頒獎盛典 | 潘瑋柏&鄧紫棋                   | - 《U Don't Know》- ICE                                      | 拉票歌曲          |
| 第12期 四強拉票歌會 暨2018說唱金曲頒獎盛典 | 潘瑋柏&鄧紫棋                   | - 《烏雲中》- 艾熱                                           | 拉票歌曲          |
| 第12期 四強拉票歌會 暨2018說唱金曲頒獎盛典 | 吳亦凡                          | - 《中國魂》- 吳亦凡                                         | 戰隊助陣歌曲      |
| 第12期 四強拉票歌會 暨2018說唱金曲頒獎盛典 | 吳亦凡                          | - 《紙飛機》- 那吾克熱                                       | 拉票歌曲          |
| 第12期 四強拉票歌會 暨2018說唱金曲頒獎盛典 | *《終極戰士：掠奪者》中文推廣曲 | - 《鐵血戰士》- ICE、王以太                                  | 作曲為派克特      |
| 第13期 年度總決賽                          | －                              | - 《不滅火》- 吳亦凡、張震嶽&MC HotDog、潘瑋柏&鄧紫棋        | 開場秀            |
| 第13期 年度總決賽                          | 潘瑋柏&鄧紫棋                   | - A.《攀登》- 潘瑋柏&鄧紫棋、艾熱                            | 第一輪 製作人幫唱 |
| 第13期 年度總決賽                          | 張震嶽&MC HotDog                | - B.《孤獨求敗》- 張震嶽&MC HotDog、Lexie 劉柏辛             | 第一輪 製作人幫唱 |
| 第13期 年度總決賽                          | 潘瑋柏&鄧紫棋                   | - C.《Climb To The Top》- 潘瑋柏&鄧紫棋、ICE                 | 第一輪 製作人幫唱 |
| 第13期 年度總決賽                          | 吳亦凡                          | - D.《You'd Better Run》- 吳亦凡、那吾克熱                   | 第一輪 製作人幫唱 |
| 第13期 年度總決賽                          | 潘瑋柏&鄧紫棋                   | - A.《華夏Power》- ICE                                       | 第二輪 1V1        |
| 第13期 年度總決賽                          | 吳亦凡                          | - B.《Real Man》- 那吾克熱                                   | 第二輪 1V1        |
| 第13期 年度總決賽                          | 潘瑋柏&鄧紫棋                   | - A.《新三部曲》- 艾熱                                       | 第三輪 巔峰對決   |
| 第13期 年度總決賽                          | 吳亦凡                          | - B.《水滴石穿》- 那吾克熱                                   | 第三輪 巔峰對決   |

### 第二季
| 播出                         | 戰隊                     | 曲目/演出                                                                 | 備註       |
| 第7期（上） 戰隊淘汰賽       | 吳亦凡                   | - 《兄弟們上!》- 大傻、福克斯、DOOOBOI、L4WUDU、嘿人李逵                  | 戰隊亮相秀 |
| 第7期（上） 戰隊淘汰賽       | 鄧紫棋                   | - 《Hadoken》- 王大痣、Vex、Lil Boo、劉炫廷、KEY.L劉聰                    | 戰隊亮相秀 |
| 第7期（上） 戰隊淘汰賽       | 張震嶽&MC HotDog         | - 《岳來岳狗》- 西奧Sio、新秀、蜜妞Miko、CREAM D、Capper                  | 戰隊亮相秀 |
| 第7期（上） 戰隊淘汰賽       | 潘瑋柏                   | - 《MVP》- TURBO、SeanT肖恩恩、OBi、黃旭、杨和苏                          | 戰隊亮相秀 |
| 第7期（上） 戰隊淘汰賽       | 潘瑋柏                   | - 《吹又生》- 杨和苏                                                      | 67P        |
| 第7期（上） 戰隊淘汰賽       | 吳亦凡                   | - 《常回家看看》- 嘿人李逵                                                | 34P        |
| 第7期（上） 戰隊淘汰賽       | 鄧紫棋                   | - 《My Time Is Now》- Lil Boo                                             | 59P        |
| 第7期（上） 戰隊淘汰賽       | 張震嶽&MC HotDog         | - 《別人家的孩子》- 西奧Sio                                               | 42P        |
| 第7期（下） 戰隊車輪戰       | 潘瑋柏                   | - 《Moving on》- TURBO、OBi、SeanT肖恩恩                                  | 50P        |
| 第7期（下） 戰隊車輪戰       | 鄧紫棋                   | - 《沒在做夢》- Vex、Lil Boo、劉炫廷                                      | 50P        |
| 第7期（下） 戰隊車輪戰       | 吳亦凡                   | - 《一挑五·嘨江湖》- 大傻、福克斯                                         | 48P        |
| 第7期（下） 戰隊車輪戰       | 張震嶽&MC HotDog         | - 《三明治》- CREAM D                                                     | 52P        |
| 第7期（下） 戰隊車輪戰       | 潘瑋柏                   | - 《紅色LABEL》- 黃旭                                                     | 41P        |
| 第7期（下） 戰隊車輪戰       | 張震嶽&MC HotDog         | - 《牛肉咖喱》- Capper、CREAM D、新秀                                     | 59P        |
| 第7期（下） 戰隊車輪戰       | 吳亦凡                   | - 《Go hard》- 大傻、DOOOBOI、福克斯                                      | 58P        |
| 第7期（下） 戰隊車輪戰       | 鄧紫棋                   | - 《長沙hood》- KEY.L劉聰                                                 | 42P        |
| 第7期（下） 戰隊車輪戰       | 潘瑋柏                   | - 《Put it up》- 杨和苏、SeanT肖恩恩                                      | 46P        |
| 第7期（下） 戰隊車輪戰       | 吳亦凡                   | - 《Love song》- L4WUDU                                                   | 54P        |
| 第7期（下） 戰隊車輪戰       | 鄧紫棋                   | - 《她不說》- 王大痣、劉炫廷                                              | 61P        |
| 第7期（下） 戰隊車輪戰       | 張震嶽&MC HotDog         | - 《黑珍珠》- 蜜妞Miko、新秀                                              | 39P        |
| 第8期（上） 聯盟對決戰       | 潘瑋柏、鄧紫棋           | - 主題：現實 - 黃旭、楊和蘇、王大痣、SeanT肖恩恩、Vex、Lil Boo、KEY.L劉聰 | 36P        |
| 第8期（上） 聯盟對決戰       | 吳亦凡、張震嶽&MC HotDog | - 主題：夢想 - 福克斯、新秀、L4WUDU、Capper、CREAM D、大傻、DOOOBOI       | 65P        |
| 第8期（上） 聯盟對決戰       | 吳亦凡、張震嶽&MC HotDog | - 主題：名氣 - CREAM D、L4WUDU、新秀、大傻、Capper                        | 48P        |
| 第8期（上） 聯盟對決戰       | 潘瑋柏、鄧紫棋           | - 主題：實力 - 王大痣、劉炫廷、黃旭、KEY.L劉聰、杨和苏                    | 53P        |
| 第8期（上） 聯盟對決戰       | 潘瑋柏、鄧紫棋           | - 主題：潮流 - SeanT肖恩恩、TURBO、KEY.L劉聰                              | 34P        |
| 第8期（上） 聯盟對決戰       | 吳亦凡、張震嶽&MC HotDog | - 主題：跟風 - 福克斯、DOOOBOI、大傻                                      | 67P        |
| 第9期 製作人合作表演         | 張震嶽&MC HotDog         | - 《改變》- 張震嶽&MC HotDog、CREAM D、Capper                             | 23P        |
| 第9期 製作人合作表演         | 吳亦凡                   | - 《破曉》- 吳亦凡、大傻、L4WUDU                                          | 20P        |
| 第9期 製作人合作表演         | 鄧紫棋                   | - 《Fly Away》- 鄧紫棋、KEY.L劉聰、劉炫廷                                 | 33P        |
| 第9期 製作人合作表演         | 潘瑋柏                   | - 《愛你3000》- 潘瑋柏、SeanT肖恩恩、黃旭                                 | 25P        |
| 第9期 戰隊1v1淘汰賽          | 潘瑋柏                   | - 《都走了》- 杨和苏                                                      | 36P        |
| 第9期 戰隊1v1淘汰賽          | 吳亦凡                   | - 《更上》- 大傻                                                          | 65P        |
| 第9期 戰隊1v1淘汰賽          | 潘瑋柏                   | - 《孤獨》- 黃旭                                                          | 57P        |
| 第9期 戰隊1v1淘汰賽          | 吳亦凡                   | - 《小城市的大人物》- 福克斯                                              | 42P        |
| 第9期 戰隊1v1淘汰賽          | 張震嶽&MC HotDog         | - 《TOP》- CREAM D                                                        | 42P        |
| 第9期 戰隊1v1淘汰賽          | 鄧紫棋                   | - 《黑馬Vex》- Vex                                                        | 58P        |
| 第9期 戰隊1v1淘汰賽          | 鄧紫棋                   | - 《十》- 王大痣                                                          | 25P        |
| 第9期 戰隊1v1淘汰賽          | 張震嶽&MC HotDog         | - 《不負》- 新秀                                                          | 57P        |
| 第9期 戰隊1v1淘汰賽          | 張震嶽&MC HotDog         | - 《24/7》- Capper                                                        | 44P        |
| 第9期 戰隊1v1淘汰賽          | 吳亦凡                   | - 《I'm out ya》- L4WUDU                                                  | 54P        |
| 第10期（上） 八進六1v1淘汰賽 | 張震嶽&MC HotDog         | - 《獨苗》- 新秀                                                          | 52P        |
| 第10期（上） 八進六1v1淘汰賽 | 鄧紫棋                   | - 《張無忌》- 劉炫廷                                                      | 49P        |
| 第10期（上） 八進六1v1淘汰賽 | 鄧紫棋                   | - 《Life's a movie》- 劉聰                                                | 48P        |
| 第10期（上） 八進六1v1淘汰賽 | 潘瑋柏                   | - 《低位》- 黃旭                                                          | 53P        |
| 第10期（上） 八進六1v1淘汰賽 | 潘瑋柏                   | - 《語音信箱+sauce》- SeanT肖恩恩                                         | 76P        |
| 第10期（上） 八進六1v1淘汰賽 | 吳亦凡                   | - 《小兒科》- L4WUDU                                                      | 25P        |
| 第10期（上） 八進六1v1淘汰賽 | 吳亦凡                   | - 《785》- 大傻                                                           | 56P        |
| 第10期（上） 八進六1v1淘汰賽 | 鄧紫棋                   | - 《假》- Vex                                                             | 45P        |
| 第10期（上） 八進六1v1淘汰賽 | 鄧紫棋                   | - 《G.O.O.D》- 劉炫廷                                                     | 64P        |
| 第10期（上） 八進六1v1淘汰賽 | 吳亦凡                   | - 《遊樂場pt.2》- L4WUDU                                                  | 37P        |
| 第10期（上） 八進六1v1淘汰賽 | 鄧紫棋                   | - 《Dream》- Vex                                                          | 24P        |
| 第10期（上） 八進六1v1淘汰賽 | 鄧紫棋                   | - 《Hey Kong》- 劉聰                                                      | 77P        |
| 第10期（下） 復活賽          | 第一戰                   | - 《野狼disco》- 寶石gem                                                  | 55P        |
| 第10期（下） 復活賽          | 第一戰                   | - 《HOMIE?》- OBi                                                         | 46P        |
| 第10期（下） 復活賽          | 第二戰                   | - 《俠》- 福克斯                                                          | 44P        |
| 第10期（下） 復活賽          | 第二戰                   | - 《CIRCUS》- Vex                                                         | 57P        |
| 第10期（下） 復活賽          | 第三戰                   | - 《決不投降》- 杨和苏                                                    | 65P        |
| 第10期（下） 復活賽          | 第三戰                   | - 《》- L4WUDU                                                            | 36P        |
| 第10期（下） 復活賽          | 第四戰                   | - 《000000》- Capper                                                      | 40P        |
| 第10期（下） 復活賽          | 第四戰                   | - 《Vancci》- 西奧Sio                                                     | 61P        |
| 第10期（下） 復活賽          | 第五戰                   | - 《山河圖》- 寶石gem                                                     | 38P        |
| 第10期（下） 復活賽          | 第五戰                   | - 《楚歌》- 西奧Sio                                                       | 63P        |
| 第10期（下） 復活賽          | 第六戰                   | - 《Sleep Read Love》- 杨和苏                                             | 57P        |
| 第10期（下） 復活賽          | 第六戰                   | - 《BOOGIE TONIGHT》- Vex                                                 | 44P        |
| 第10期（下） 復活賽          | 吳亦凡                   | - 《6》- 吳亦凡                                                           | 28P        |
| 第10期（下） 復活賽          | 張震嶽&MC HotDog         | - 《思念是一種病》- 張震嶽&MC HotDog                                      | 22P        |
| 第10期（下） 復活賽          | 鄧紫棋                   | - 《依然睡公主》- 鄧紫棋                                                  | 24P        |
| 第10期（下） 復活賽          | 潘瑋柏                   | - 《Moonlight》- 潘瑋柏                                                   | 27P        |
| 第11期（上） 七進五1v1淘汰賽 | 張震嶽&MC HotDog         | - 《她媽媽不給機會》- 新秀                                                | 2P         |
| 第11期（上） 七進五1v1淘汰賽 | 潘瑋柏                   | - 《》- 黃旭                                                              | 13P        |
| 第11期（上） 七進五1v1淘汰賽 | 潘瑋柏                   | - 《月光+魔力》- SeanT肖恩恩                                              | 10P        |
| 第11期（上） 七進五1v1淘汰賽 | 鄧紫棋                   | - 《All eyes on me》- 劉炫廷                                              | 5P         |
| 第11期（上） 七進五1v1淘汰賽 | 吳亦凡                   | - 《野家拳》- 大傻                                                        | 9P         |
| 第11期（上） 七進五1v1淘汰賽 | 鄧紫棋                   | - 《黃土高坡TRAP》- 劉聰                                                  | 6P         |
| 第11期（上） 七進五1v1淘汰賽 | 吳亦凡                   | - 《最後的狂歡》- 杨和苏                                                  | 13P        |
| 第11期（上） 七進五1v1淘汰賽 | 鄧紫棋                   | - 《致爸媽》- 劉炫廷                                                      | 2P         |
| 第11期（上） 七進五1v1淘汰賽 | 鄧紫棋                   | - 《天地之心》- 劉聰                                                      | 3P         |
| 第11期（上） 七進五1v1淘汰賽 | 張震嶽&MC HotDog         | - 《街頭霸王》- 新秀                                                      | 12P        |
| 第11期（下） 總決賽資格戰    | 潘瑋柏                   | - 《I LIKE IT 你怎麼這個亞子》- 劉憲華Henry、SeanT肖恩恩                  | 6P         |
| 第11期（下） 總決賽資格戰    | 張震嶽&MC HotDog         | - 《表態》- 梁博、新秀                                                    | 20P        |
| 第11期（下） 總決賽資格戰    | 吳亦凡                   | - 《心跳》- 、杨和苏                                                      | 9P         |
| 第11期（下） 總決賽資格戰    | 吳亦凡                   | - 《還不知道》- 錢正昊、大傻                                              | 16P        |
| 第11期（下） 總決賽資格戰    | 吳亦凡                   | - 《Wait for you》- 楊和蘇                                                | 20P        |
| 第11期（下） 總決賽資格戰    | 潘瑋柏                   | - 《差距》- SeanT肖恩恩                                                   | 7P         |
| 第11期（下） 總決賽資格戰    | 潘瑋柏                   | - 《Do you want more》- 黃旭                                              | 24P        |
| 第12期 年度總決賽            | －                       | - 《TIME》- 歐陽靖、福克斯                                                | 開場秀     |
| 第12期 年度總決賽            | 張震嶽&MC HotDog         | - 《雙手插口袋》- 張震嶽&MC HotDog、新秀                                  | 36.0       |
| 第12期 年度總決賽            | 吳亦凡                   | - 《風吹草動》- 吳亦凡、大傻                                              | 55.1       |
| 第12期 年度總決賽            | 潘瑋柏                   | - 《Fight》- 潘瑋柏、黃旭                                                 | 46.2       |
| 第12期 年度總決賽            | 吳亦凡                   | - 《第一順位》- 吳亦凡、杨和苏                                            | 62.7       |
| 第12期 年度總決賽            | －                       | - 《出手就是證明》- 劉炫廷、Vex、王浩軒                                   | 加油秀     |
| 第12期 年度總決賽            | 潘瑋柏                   | - 《如果真的我想要》- 黃旭                                                | 31P        |
| 第12期 年度總決賽            | 吳亦凡                   | - 《長河》大傻                                                            | 24P        |
| 第12期 年度總決賽            | －                       | - 《We Are Young》- 鄧紫棋、OBi、劉炫廷、Capper、福克斯                   | 加油秀     |
| 第12期 年度總決賽            | 吳亦凡                   | - 《命不由天》- 杨和苏                                                    | 151P       |
| 第12期 年度總決賽            | 潘瑋柏                   | - 《我自己》- 黃旭                                                        | 150P       |

### 第三季
| 播出                   | 廠牌 | 曲目/演出                                     | 備註 |
| 第4期（上） 40進20     | 吳亦凡 | - 《冷血》- BrantB白景屹、Kyra Z              |      |
| 第4期（上） 40進20     | 潘瑋柏 | - 《蹦呀 蹦呀》- AnsrJ、WD王浩軒              |      |
| 第4期（上） 40進20     | 張靚穎 | - 《邊緣》- 爆音、萬妮達Vinida                | 待定 |
| 第4期（上） 40進20     | GAI | - 《U DIG》- Tsong梁老師、王齊銘              | 待定 |
| 第4期（上） 40進20     | 吳亦凡 | - 《衛星Satellite》- 李佳隆、林渝植ANO        |      |
| 第4期（上） 40進20     | 潘瑋柏 | - 《新聞發布會》- KAFE.HU、PISSY              |      |
| 第4期（下） 40進20     | 張靚穎 | - 《最棒冰飲》- ICEProud、李棒棒Muti          |      |
| 第4期（下） 40進20     | GAI | - 《公牛芝加哥》- 威爾、雲別                  |      |
| 第4期（下） 40進20     | 潘瑋柏 | - 《杯杯杯》- 李大奔、潘潘                    | 待定 |
| 第4期（下） 40進20     | GAI | - 《Tonight》- 田蜜、希介                     |      |
| 第4期（下） 40進20     | GAI | - 《疑問局》- 莫梭MoreSoul、VOB&Double C      |      |
| 第4期（下） 40進20     | 張靚穎 | - 《Enemy Down》- 耗耗、小酷Coola             |      |
| 第4期（下） 40進20     | 張靚穎 | - 《曲終人不散》- 艾瑞歐ERIOE、梁維嘉SABER    |      |
| 第4期（下） 40進20     | 潘瑋柏 | - 《荼靡》- Yosko、夢徐                       |      |
| 第4期（下） 40進20     | 吳亦凡 | - 《無人深空》- GALI、REGI 陳彥希             |      |
| 第4期（下） 40進20     | 張靚穎 | - 《Fake Dream》- 孟子坤Kanna Bush、ODD陳思键 | 待定 |
| 第4期（下） 40進20     | 吳亦凡 | - 《夠了》- 陸燃、Ugly Z                      | 待定 |
| 第5期（上） 21強的誕生 | |                                               |      |
| GAI                    | - 《狂歡之前》- 李爾新、VEX | 待定                                          |      |
| 潘瑋柏                 | - 《DALADALA》- 蜜妞Miko、Round 2 | 待定                                          |      |
| 吳亦凡                 | - 《外套2.0》- 周梓倩、MAC OVA SEAS                                                                                                  | 待定                                          |      |
| 第5期（下） 主理人公演 | |                                               |      |
| 潘瑋柏                 | - 《巴比倫》- 潘瑋柏 |                                               |      |
| 吳亦凡                 | - 《I'm Outcha Remix》- 吳亦凡 ft.L4WUDU                                                                                             |                                               |      |
| GAI                    | - 《烈火戰馬》- GAI |                                               |      |
| 張靚穎                 | - 《Dear Jane Ⅱ》- 張靚穎 |                                               |      |
| 第6期（上） 21進19     | |                                               |      |
| GAI 吳亦凡             | - 《新光巷》- 小青龍 - 《閃閃惹人愛》- BrantB白景屹                                                                                  | 62P                                           |      |
| GAI 吳亦凡             | - 《新光巷》- 小青龍 - 《閃閃惹人愛》- BrantB白景屹                                                                                  | 39P                                           |      |
| GAI 吳亦凡             | - 《1987-1995》- V.O.B&Double C - 《阿里郎》- Ugly Z                                                                                 | 29P                                           |      |
| GAI 吳亦凡             | - 《1987-1995》- V.O.B&Double C - 《阿里郎》- Ugly Z                                                                                 | 72P                                           |      |
| 吳亦凡 GAI             | - 《我們》- 李佳隆 - 《大招》- 威爾                                                                                                  | 45P                                           |      |
| 吳亦凡 GAI             | - 《我們》- 李佳隆 - 《大招》- 威爾                                                                                                  | 56P                                           |      |
| GAI 吳亦凡             | - 《Beyond》- 王齊銘 - 《兄弟多》- MAC OVA SEAS                                                                                      | 61P                                           |      |
| GAI 吳亦凡             | - 《Beyond》- 王齊銘 - 《兄弟多》- MAC OVA SEAS                                                                                      | 40P                                           |      |
| 潘瑋柏 張靚穎          | - 《白手起家SELF-MADE》- 李大奔 - 《Borderline(邊緣)》- ODD陳思鍵                                                                    | 55P                                           |      |
| 潘瑋柏 張靚穎          | - 《白手起家SELF-MADE》- 李大奔 - 《Borderline(邊緣)》- ODD陳思鍵                                                                    | 46P                                           |      |
| 第6期（下） 21進19     | |                                               |      |
| 潘瑋柏 張靚穎          | - 《口袋寶貝》- AnsrJ - 《Need A Bag》- 萬妮達Vinida                                                                                 | 17P                                           |      |
| 潘瑋柏 張靚穎          | - 《口袋寶貝》- AnsrJ - 《Need A Bag》- 萬妮達Vinida                                                                                 | 84P                                           |      |
| 張靚穎 潘瑋柏          | - 《Warning》- 耗耗 - 《竹蜻蜓》- 夢徐                                                                                               | 35P                                           |      |
| 張靚穎 潘瑋柏          | - 《Warning》- 耗耗 - 《竹蜻蜓》- 夢徐                                                                                               | 66P                                           |      |
| 潘瑋柏 張靚穎          | - 《沉溺》- 潘潘 - 《70%》- GALI | 13P                                           |      |
| 潘瑋柏 張靚穎          | - 《沉溺》- 潘潘 - 《70%》- GALI | 88P                                           |      |
| 張靚穎 潘瑋柏          | - 《刀》- 梁維嘉SABER - 《沉都》- KAFE.HU                                                                                            | 25P                                           |      |
| 張靚穎 潘瑋柏          | - 《刀》- 梁維嘉SABER - 《沉都》- KAFE.HU                                                                                            | 76P                                           |      |
| 第7期（上） 19進17     | |                                               |      |
| GAI                    | - 《東風 cypher》- VOB&Double C、Tsong梁老師、王齊銘、威爾、希介                                                                     | 104P+44P=148P                                 |      |
| 潘瑋柏                 | - 《頂點》- AnsrJ、李大奔、潘潘、夢徐、KAFE.HU                                                                                       | 85P+12P=97P                                   |      |
| 第7期（下） 19進17     | |                                               |      |
| 吳亦凡                 | - 《Super X》- MAC OVA SEAS、BrantB白景屹、李佳隆、Ugly Z                                                                            | 138P+83P=221P                                 |      |
| 張靚穎                 | - 《What Is Love》- GALI、梁維嘉SABER、ODD陳思鍵、萬妮達Vinida                                                                       | 111P+11P=122P                                 |      |
| 第8期（上） 17進13     | |                                               |      |
| 吳亦凡 潘瑋柏          | - 《JUICE》- 吳亦凡、李佳隆、BrantB白景屹 - 《麻雀》- 李榮浩、KAFE.HU、AnsrJ                                                         | 17P                                           |      |
| 吳亦凡 潘瑋柏          | - 《JUICE》- 吳亦凡、李佳隆、BrantB白景屹 - 《麻雀》- 李榮浩、KAFE.HU、AnsrJ                                                         | 34P                                           |      |
| GAI 張靚穎             | - 《Aimahuo哎瑪吙》- 鄭鈞、Tsong梁老師、小青龍、VOB&Double C - 《孤獨》- 鄧紫棋、ODD陳思鍵                                           | 27P                                           |      |
| GAI 張靚穎             | - 《Aimahuo哎瑪吙》- 鄭鈞、Tsong梁老師、小青龍、VOB&Double C - 《孤獨》- 鄧紫棋、ODD陳思鍵                                           | 24P                                           |      |
| 第8期（下） 17進13     | |                                               |      |
| 吳亦凡 潘瑋柏          | - 《這就是我》- 鹿晗、MAC OVA SEAS、Ugly Z - 《第二順位》- 潘瑋柏、李大奔、夢徐                                                      | 38P                                           |      |
| 吳亦凡 潘瑋柏          | - 《這就是我》- 鹿晗、MAC OVA SEAS、Ugly Z - 《第二順位》- 潘瑋柏、李大奔、夢徐                                                      | 13P                                           |      |
| 張靚穎 GAI             | - 《Liber Tango》- 張靚穎、萬妮達Vinida、GALI - 《亢龍有悔》- GAI、威爾、希介、王齊銘                                                | 35P                                           |      |
| 張靚穎 GAI             | - 《Liber Tango》- 張靚穎、萬妮達Vinida、GALI - 《亢龍有悔》- GAI、威爾、希介、王齊銘                                                | 16P                                           |      |
| 第9期（上） 13進9      | |                                               |      |
| 張靚穎 GAI             | - 《血月BLOOD MOON》- 萬妮達Vinida - 《偏執獵豹》- GALI - 《你聽了這首歌之後就沒有辦法忘記我》- 威爾                                 | 34P                                           |      |
| 張靚穎 GAI             | - 《血月BLOOD MOON》- 萬妮達Vinida - 《偏執獵豹》- GALI - 《你聽了這首歌之後就沒有辦法忘記我》- 威爾                                 | 55P                                           |      |
| 張靚穎 GAI             | - 《血月BLOOD MOON》- 萬妮達Vinida - 《偏執獵豹》- GALI - 《你聽了這首歌之後就沒有辦法忘記我》- 威爾                                 | 62P                                           |      |
| 潘瑋柏 GAI             | - 《X男人》- 李大奔 - 《樓下等你》- AnsrJ - 《WestCoast Love》- VOB&Double C                                                         | 67P                                           |      |
| 潘瑋柏 GAI             | - 《X男人》- 李大奔 - 《樓下等你》- AnsrJ - 《WestCoast Love》- VOB&Double C                                                         | 43P                                           |      |
| 潘瑋柏 GAI             | - 《X男人》- 李大奔 - 《樓下等你》- AnsrJ - 《WestCoast Love》- VOB&Double C                                                         | 41P                                           |      |
| 第9期（下） 13進9      | |                                               |      |
| GAI                    | - 《雨中倫敦》- 小青龍 - 《How are you》- Tsong梁老師 - 《千翻兒》- 王齊銘                                                           | 35P                                           |      |
| GAI                    | - 《雨中倫敦》- 小青龍 - 《How are you》- Tsong梁老師 - 《千翻兒》- 王齊銘                                                           | 75P                                           |      |
| GAI                    | - 《雨中倫敦》- 小青龍 - 《How are you》- Tsong梁老師 - 《千翻兒》- 王齊銘                                                           | 41P                                           |      |
| 吳亦凡 潘瑋柏 吳亦凡   | - 《Please》- Ugly Z - 《Sorry, 我不在你也不在嗎》- KAFE.HU - 《deserve》- MAC OVA SEAS                                              | 25P                                           |      |
| 吳亦凡 潘瑋柏 吳亦凡   | - 《Please》- Ugly Z - 《Sorry, 我不在你也不在嗎》- KAFE.HU - 《deserve》- MAC OVA SEAS                                              | 45P                                           |      |
| 吳亦凡 潘瑋柏 吳亦凡   | - 《Please》- Ugly Z - 《Sorry, 我不在你也不在嗎》- KAFE.HU - 《deserve》- MAC OVA SEAS                                              | 81P                                           |      |
| 吳亦凡                 | - 《Berry》- 李佳隆 | 直接晉級                                      |      |
| 第10期（上） 10進5     | |                                               |      |
| 潘瑋柏 GAI             | - 《經濟艙》- KAFE.HU - 《單身》- Tsong梁老師                                                                                        | 38P                                           |      |
| 潘瑋柏 GAI             | - 《經濟艙》- KAFE.HU - 《單身》- Tsong梁老師                                                                                        | 33P                                           |      |
| 吳亦凡 GAI             | - 《莫斯科》- MAC OVA SEAS - 《Small town king》- 王齊銘                                                                             | 25P                                           |      |
| 吳亦凡 GAI             | - 《莫斯科》- MAC OVA SEAS - 《Small town king》- 王齊銘                                                                             | 46P                                           |      |
| 張靚穎 潘瑋柏          | - 《珍珠幻想》- GALI - 《沒有空》- AnsrJ                                                                                             | 43P                                           |      |
| 張靚穎 潘瑋柏          | - 《珍珠幻想》- GALI - 《沒有空》- AnsrJ                                                                                             | 28P                                           |      |
| 第10期（下） 10進5     | |                                               |      |
| 吳亦凡 GAI             | - 《白龍馬》- BrantB白景屹 - 《樹大招風》- 威爾                                                                                      | 30P                                           |      |
| 吳亦凡 GAI             | - 《白龍馬》- BrantB白景屹 - 《樹大招風》- 威爾                                                                                      | 41P                                           |      |
| 潘瑋柏 吳亦凡          | - 《最愛》- 李大奔 - 《聽懂沒》- 李佳隆                                                                                              | 20P                                           |      |
| 潘瑋柏 吳亦凡          | - 《最愛》- 李大奔 - 《聽懂沒》- 李佳隆                                                                                              | 51P                                           |      |
| 第11期（上） 5進4      | |                                               |      |
| -                      | - 《大反派》- 楊和蘇KeyNG - 《琥珀》- GALI                                                                                           | 4P                                            |      |
| 張靚穎                 | - 《大反派》- 楊和蘇KeyNG - 《琥珀》- GALI                                                                                           | 7P                                            |      |
| -                      | - 《半山腰的風景》- 黃旭 - 《十五》- 威爾                                                                                            | 10P                                           |      |
| GAI                    | - 《半山腰的風景》- 黃旭 - 《十五》- 威爾                                                                                            | 1P                                            |      |
| -                      | - 《天才病》- 大傻D-shine - 《不得扯拐》- 李佳隆                                                                                     | 1P                                            |      |
| 吳亦凡                 | - 《天才病》- 大傻D-shine - 《不得扯拐》- 李佳隆                                                                                     | 10P                                           |      |
| 第11期（上-2） 5進4    | |                                               |      |
| GAI                    | - 《太陽》- 威爾 | 83P+29P=112P                                  |      |
| 潘瑋柏                 | - 《FREEMAN》- KAFE.HU | 84P+34P=118P                                  |      |
| GAI                    | - 《義無反顧》- 王齊銘 | 90P+38P=128P                                  |      |
| 第12期（上） 總決賽    | |                                               |      |
| -                      | - 《嘻哈魂》- 艾熱、ICE、那吾克熱、楊和蘇、黃旭、盛宇（大傻D-shine）                                                                 | 開場秀                                        |      |
| 張靚穎                 | - 《Fighting Shadows》- 張靚穎、GALI、爆音、艾瑞歐ERIOE、李棒棒Muti、萬妮達Vinida、梁維嘉SABER、ICEPourd、小酷Coola、ODD陳思鍵、耗耗 | 60.3%                                         |      |
| 吳亦凡                 | - 《林中游》- 吳亦凡、李佳隆 | 51.2%                                         |      |
| GAI                    | - 《投名狀》- GAI、王齊銘 | 49.4%                                         |      |
| 潘瑋柏                 | - 《stand by me》- 潘瑋柏、KAFE.HU                                                                                                   | 39.1%                                         |      |
| 潘瑋柏                 | - 《貳》- 李大奔 | 20P                                           |      |
| GAI                    | - 《天幕》- 王齊銘 | 31P                                           |      |
| 吳亦凡                 | - 《One Love》- 李佳隆 | 26P                                           |      |
| 張靚穎                 | - 《1992》- GALI | 25P                                           |      |
| 第12期（下） 總決賽    | |                                               |      |
| GAI                    | - 《喜劇人生》- 王齊銘 | 137P                                          |      |
| 吳亦凡                 | - 《回憶垃圾桶》- 李佳隆 | 164P                                          |      |

## 年度排名

### 第一季
最終排名
| 冠軍 | 亞軍     | 季軍 | 殿軍           |
| 艾熱 | 那吾克熱 | ICE  | 周湯豪、劉柏辛 |

- 艾熱於外卡戰不僅以五連勝之姿贏得進入決賽的資格，更直取年度冠軍，堪稱最強逆襲。

### 第二季
最終排名
| 冠軍   | 亞軍 | 季軍 | 殿軍 |
| 杨和苏 | 黃旭 | 大傻 | 新秀 |

製作人幫唱環節
| 選手   | 說唱紅榜成績 | 現場票數 | 最終成績 |
| 新秀   | 5.0          | 31       | 36       |
| 杨和苏 | 39.7         | 23       | 62.7     |
| 大傻   | 34.1         | 21       | 55.1     |
| 黃旭   | 21.2         | 25       | 46.2     |

冠軍候選人資格戰
| 選手 | 現場投票票數 |
| 黄旭 | 31           |
| 大傻 | 24           |

巔峰對決
| 選手   | 現場投票票數 | 張震嶽&MC HotDog | 吳亦凡 | 潘瑋柏 | 鄧紫棋 | 總票數 |
| 黄旭   | 51           | 25               | 24     | 27     | 23     | 150    |
| 杨和苏 | 50           | 25               | 26     | 23     | 27     | 151    |

### 第三季
最終排名
| 冠軍   | 亞軍   | 季軍        | 殿軍    |
| 李佳隆 | 王齊銘 | GALI/李大奔 | KAFE.HU |

製作人幫唱環節
| 選手    | 直播誇誇值 | 現場投票 | 總計  |
| GALI    | 28.3%      | 32.0%    | 60.3% |
| KAFE.HU | 19.1%      | 20.0%    | 39.1% |
| 李佳隆  | 27.2%      | 24.8%    | 51.2% |
| 王齊銘  | 25.4%      | 24.8%    | 49.4% |

冠軍資格戰
| 選手             | 現場投票票數 |
| 李大奔 vs 王齊銘 | 20 vs 31     |
| 李佳隆 vs GALI   | 26 vs 25     |

巔峰對決
| 選手   | 現場投票票數 | GAI | 吳亦凡 | 潘瑋柏 | 張靚穎 | 總票數 |
| 王齊銘 | 41           | 27  | 23     | 22     | 24     | 137    |
| 李佳隆 | 60           | 23  | 27     | 28     | 26     | 164    |

## 淘汰名單

### 第一季
| 階段     | 播出                    | 名單 | 備註                         |
| 第一階段 | 第2期 60秒個人賽        | 3BangZ、Aofa、Badago、Cee、CREAM D、KivaL、KT、Pure T、SwagKelly、Keyso 壽君超、Lamp 猴子 Toy 王奕、三錘、夢徐、何美延、周弘義、夏之禹、莫安琪                                       | 指定復活Jason、于意YEE、王以太 |
| 第二階段 | VIP頻道 Freestyle搶麥賽 | 呆寶靜、直火幫（Feezy、XZT）cola、時代威 達娃央宗 、待定的黃禮格原想將晉級資格轉讓給直火幫，後因直火幫不想拆夥而回絕                                                                 | 待定復活 GALI、田蜜、黃禮格  |
| 第三階段 | 第3期 1v1 Battle淘汰賽  | BT、KOZAY、Lil Castles、P.Q、Xigga、多雷、禿子、阿哲、法老、郭浩、懟甜（PK落敗） 意YEE、小安迪、小青龍、于嘉萌、未來星、屁孩、李佳隆、徐聖恩（PK落敗）、陳澤希、黃禮格、萬妮達、鄧雲峰 | 換位晉級 ICE、功夫胖         |
| 第四階段 | 第4-5期 戰隊選擇門      | 止步於23強 GALI、JD、Tony Rey、孫旭、陳梓童、楊曉川、孔令奇 | 指定救回 那吾克熱            |
| 第五階段 | 第5-6期 五進四 淘汰賽   | 年度15強 Jason、楊和蘇、滿舒克 |                              |
| 第六階段 | 第6-7期 四進三 淘汰賽   | 年度12強 Al Rocco、Max 馬俊、王齊銘 |                              |
| 第七階段 | 第8-9期 九進六 搶位賽   | 年度9強 blow fever、功夫胖、派克特 |                              |
| 第八階段 | 第9期 六進四 突圍賽     | 年度6強 艾熱、王以太 |                              |
| 第九階段 | 第10期 四進三 半決賽    | 年度4強 周湯豪 |                              |

### 第二季
| 階段     | 播出                        | 名單                                                                                            | 備註                     |
| 第三階段 | 第6期 戰隊選擇賽            | 止步於33強 FreeC、JD、Jr、Tsong、YKEY、丁丁、非凡、孫驍、潘潘、何美延、李棒棒、愛麗兒、慕斯塔法 |                          |
| 第四階段 | 第7期 上 戰隊淘汰賽         | 年度20強 嘿人李逵、西奧Sio                                                                      | 階段待定 楊和蘇、Lil Boo |
| 第五階段 | 第7期 下 戰隊車輪戰         | 年度18強 OBi、蜜妞Miko                                                                          |                          |
| 第六階段 | 第8期 戰隊聯盟Battle        | 年度16強 王嗣堯TURBO、Lil Boo                                                                   |                          |
| 第七階段 | 第9期 14進8戰隊突圍賽       | 年度14強 DOOOBOI、楊和蘇、福克斯、CREAM D、王大痣、Capper                                       |                          |
| 第八階段 | 第10期 6強準決賽殊死戰      | 年度8強 VEX、L4WUDU                                                                             | 復活賽晉級 楊和蘇        |
| 第九階段 | 第11期 上 1V1淘汰賽 7進5    | 年度7強 劉聰、劉炫廷                                                                            |                          |
| 第十階段 | 第11期 下 總決賽資格賽 5進4 | 年度5強 肖恩恩 SeanT                                                                            |                          |

### 第三季
| 階段     | 播出                    | 名單 | 備註                                                                                        |
| 第三階段 | 第4期＆第5期(上) 40進20 | 止步於40強 Kyra Z、WD王浩軒、林渝植ANO、PISSY、李棒棒Muti、雲別、田蜜、莫梭MoreSoul、小酷Coola、艾瑞歐ERIOE、Yosko、GALI、爆音、孟子坤Kanna Bush、陸燃、周梓倩、李爾新、Vex、蜜妞Miko、Round2 | 爆音、孟子坤Kanna 钟贵贤Bush、Vex、李爾新、陸燃、周梓倩、蜜妞Miko、Round2為待定後遭選擇淘汰 |
| 第四階段 | 第6期&第7期(上) 21進19  | 止步於21強 ICEProud、REGI陳彥希、耗耗 | ICEProud為主理人張靚穎因公演最後一名而遭指定淘汰                                            |
| 第五階段 | 第7期 19進17            | 止步於19強 梁維嘉SABER、潘潘 |                                                                                             |
| 第六階段 | 第8期 17進13            | 止步於17強 BrantB白景屹、ODD陳思鍵、夢徐、希介 | BrantB白景屹為主理人吳亦凡無法作出淘汰選擇後，進而由媒體評審選擇淘汰                        |
| 第七階段 | 第9期 13進9             | 止步於13強 Ugly Z、小青龍、、VOB&DOUBLE C、萬妮達 |                                                                                             |
| 第八階段 | 第10期 10進5            | 止步於10強 BrantB白景屹、李大奔、Ansr J、Tsong梁老師、Mac ova seas |                                                                                             |
| 第九階段 | 第11期 5進4             | 止步於5強 威爾 |                                                                                             |

## 特別節目
陪你看說唱 (第一季)
| 集數 | MC                                | 來賓                              | 備註                  |
| #1   | 肖驍                              | 黃旭、多雷                        |                       |
| #2   | 多雷                              | Max 馬俊                          | Freestyle搶麥賽完整版 |
| #3   | 孔令奇                            | Max 馬俊、李佳隆                  |                       |
| #4   | 臧鴻飛                            | ICE、楊曉川                       |                       |
| #5   | 孫旭                              | 艾熱、楊和蘇                      |                       |
| #6   | Max 馬俊                          | 陳梓童、滿舒克                    |                       |
| #7   | 大王                              | 小青龍、于嘉萌                      |                       |
| #8   | 段藝璇、劉姝賢                    | 派克特、功夫胖                    |                       |
| #9   | 范湉湉                            | ICE、徐聖恩                       |                       |
| #10  | 多雷                              | 周湯豪、艾熱                      |                       |
| #11  | 于嘉萌                              | 王齊銘、Max 馬俊                  |                       |
| #12  | ICE、Lexie 劉柏辛、艾熱、那吾克熱 | ICE、Lexie 劉柏辛、艾熱、那吾克熱 |                       |
| #13  | 中國新說唱 人氣選手見面會         | 中國新說唱 人氣選手見面會         |                       |

新說唱不歇夜 (第三季)

本季特別節目主要為節目該期的幕後訪談或選手日常，並無特殊主題。
| 集數 | 標題                               | 備註 |
| #1   | giao哥坦白不止為錢參賽             |      |
| #2   | 爆音靠freestyle拿高薪              |      |
| #3   | 藥水哥坦言從不聽Rap                |      |
| #4   | KafeHu請教GAI育兒經                |      |
| #5   | 小青龍吐露愧對GAI哥                |      |
| #6   | 小白泡枸杞成養生rapper             |      |
| #7   | Ugly Z燒烤達人上線                 |      |
| #8   | 小白玩密室上演浪漫戲碼 緊抱Ugly Z? |      |
| #9   | Ugly Z體驗按摩針灸                 |      |
| #10  | 李大奔變裝變大“鵝”                 |      |
| #11  | Ugly z為了床位跳槽東風廠牌？       |      |

## 歌曲
| 曲序 | 曲目             | 词曲        | 编曲        | 演唱者 |
| ---- | ---------------- | ----------- | ----------- | ------ |
| 1.   | 天地（主題曲）   | 吳亦凡      |             | 吳亦凡 |
| 2.   | 中國魂（推廣曲） | 吳亦凡/劉洲 | 吳亦凡/劉洲 | 吳亦凡 |

## 外部連結
- 中国新说唱的新浪微博

| 马来西亚 Astro全佳HD 星期六 20:00－22:00（与爱奇艺同步播岀）                                 | 马来西亚 Astro全佳HD 星期六 20:00－22:00（与爱奇艺同步播岀）             | 马来西亚 Astro全佳HD 星期六 20:00－22:00（与爱奇艺同步播岀） |
| -------------------------------------------------------------------------------------------- | ------------------------------------------------------------------------ | ------------------------------------------------------------ |
|                                                                                              | 中国新说唱 （2018年7月14日－2018年10月6日）                              |                                                              |
| 热血街舞团 （2018年3月17日－2018年6月2日） 快乐大本营（重播） （2018年6月9日－2018年7月7日） | 亲爱的·客栈（第二季）（21:00－23:00） （2018年10月13日－2018年12月29日） |                                                              |

| 马来西亚 Astro全佳HD 星期六 22:30 － 00:30（与爱奇艺同日播岀） · 6月21日 23:00 - 00:00（马来西亚海选篇） · 6月22日 18:30 - 20:00（第一集） · 6月22日 22:30 - 00:30（第二集） · 7月20日起改为20:30 - 22:30播出 · 7月27日 20:30 - 00:00（第七集） | 马来西亚 Astro全佳HD 星期六 22:30 － 00:30（与爱奇艺同日播岀） · 6月21日 23:00 - 00:00（马来西亚海选篇） · 6月22日 18:30 - 20:00（第一集） · 6月22日 22:30 - 00:30（第二集） · 7月20日起改为20:30 - 22:30播出 · 7月27日 20:30 - 00:00（第七集） | 马来西亚 Astro全佳HD 星期六 22:30 － 00:30（与爱奇艺同日播岀） · 6月21日 23:00 - 00:00（马来西亚海选篇） · 6月22日 18:30 - 20:00（第一集） · 6月22日 22:30 - 00:30（第二集） · 7月20日起改为20:30 - 22:30播出 · 7月27日 20:30 - 00:00（第七集） |
| --- | --- | --- |
| | 中国新说唱2019 （2019年6月21日－2019年） | |
| 重播时段 | — | |